# Distrito de Tambo
El distrito de Tambo es uno de los dieciséis distritos que conforman la provincia de Huaytará, ubicada en el departamento de Huancavelica, bajo la administración del Gobierno regional de Huancavelica, en la zona de los Andes centrales del Perú.
Desde el punto de vista jerárquico de la Iglesia católica, forma parte de la diócesis de Huancavelica.

## Historia
Fue creado mediante Ley N.º 4227 del 12 de enero de 1921, en el gobierno del Presidente Augusto Leguía.

## Geografía
Abarca una superficie de 226,56 km².

## Autoridades

### Municipales
- 2011-2014
  - Alcalde: Juan Rosario Vera Choque, Movimiento independiente regional Unidos por Huancavelica (UPH).
  - Regidores:  Noemi Gliset Delgado Janampa (UPH), Rufino Benito Bautista (UPH), Rosa Ynriqueta Llauca Rojas

(Ayni), Santos Salustiano Quispe Almora (UPH), Roberto Gustavo Auris Huamantupa (UPH), Juan  Santos Salustiano Quispe Almora (Trabajando Para Todos).
- 2007-2010[3]
  - Alcalde: Juan Pablo Huamán Auris, Partido Aprista Peruano (PAP).

### Religiosas
- Diócesis de Huancavelica[4]
  - Obispo de Huancavelica: Monseñor Isidro Barrio Barrio.[5]